# Aulacophora pulchella
Aulacophora pulchella es un coleóptero de la familia Chrysomelidae.
Fue descrita científicamente por primera vez en 1879 por Baly.